# Bitka kod Bir Hakeima
Bitka za Bir Hakeim (26. svibnja - 11. lipnja 1942.) vođena je tijekom Drugog svjetskog rata između snaga talijansko-njemačkog Afričkog korpusa pod 
zapovjedništvom generala Erwina Rommela i snaga Slobodne Francuske. Manje francuske snage herojski su držale svoje položaje 16 dana. Bitka je dozvolila Saveznicima da se regrupiraju i pripreme za Prvu bitku kod El Alameina.

## Priprema za bitku
Bir Hakeim bio je na kraju savezničke obrambene linije izgrađene u vrijeme zatišja u Sjevernoj Africi tijekom 1942. godine. Posadu ovog utvrđenog područja činilo je oko 3.700 francuskih legionara iz 2, 3. i 13. brigade Legije stranaca, a zapovjedao im je iskusni general Marie-Pierre Koenig. Ova jedinica se već prije pod zapovjedništvom brigadira Amilaqaria ovjenčala hrabrošću i slavom u ratu na području Afrike i Sirije. Tijekom četiri mjeseca oko Bir Hakeima odvijale su se samo povremene borbe, a za to vrijeme legionari su iskopali podzemna skloništa, rovove punog profila (oko 170 cm dubine), i svoja bojna vozila su do polovice zakopali u pijesak radi zaštite od šrapnela rasprsnutih bombi i granata. Minska polja bila su postavljena na način da su protivnika prisiljavala da se kreće na prostoru u kojem je bilo upereno sve raspoloživo naoružanje kružne obrane, gdje su branitelji mogli tući neprijatelja i na kraju ga uništiti.

## Bitka
26. svibnja 1942. jedinica s oko 1.600 legionara uočila je kretanje velikih protivničkih snaga prema Bir Hakejmu. Generalu Koenigu odmah je postalo jasno da je počeo njemački napad i da Rommel želi obuhvatiti savezničke položaje s juga. Sljedećeg dana ispred Bir Hakeima izbile su dvije talijanske divizije, a bile su to 102. oklopna divizija Ariete i 101. motorizirana divizija Trieste s ukupno 220 lakih i 50 srednjih tenkova. 
Talijani su napali s tenkovima koji su zasipali granatama položaje legionara koji su mirno čekali i trpjeli vatru sve do trenutka kada su im se talijanski tenkovi približili na željenu daljinu. Tada su legionari otvorili žestoku paljbu iz svoja 54 protuoklopna topa kalibra 57 mm. Mnogo talijanskih tenkova je pogođeno iz neposredne blizine i razneseno, dok su drugi koji su zastali na minskim poljima postali lake mete za francuske topnike. Sve ovo pokolebalo je Talijane, ali se ipak šest talijanskih tenkova probilo u unutrašnjost Bir Hakeima. Međutim, tu su ih dočekali legionari koji su poskakali na tenkove i pobili posade kroz otvore za izviđanje i paljbu na tenkovima. U tom napadu Talijani su izgubili 32 tenka, a postalo im je i jasno da se posada Bir Hakeima neće lako i bez borbe predati.
U drugom napadu Talijana legionari su bili zasipani avionskim bombama i topovskim granatama, a talijanskoj 101. diviziji u napadu se sada pridružila i njemačka 90. laka divizija, dok su sve vrijeme Štuke zasipale položaje legionara razornim bombama. Sada su u pomoć legionarima priskočili Spitfire i Hawker Hurricane avioni iz sastava Pustinjskih zračnih snaga koji su nakon zračnih bitaka koje su se razvile iznad Bir Hakeima uspjeli otjerati 'Štuke'. Ali, položaje legionara i dalje su zasipale topovske i tenkovske granate. Čitavo to vrijeme legionarska logistika hrabro je noću dopremala namirnice i zalihe municije, hrane i vode svojim kolegama koji nisu ni za centimetar popuštali na svojim položajima.
Međutim, to nije moglo trajati unedogled, pa se posljednji konvoj nabava za legionare probio noću između 7. i 8. lipnja, a od tada na snagu stupa ograničena potrošnja vode. Sve do 9. lipnja iznad glava legionara bjesnile su strašne i teške zračne borbe (oko 80 aviona istovremeno) vođene između njemačkih i savezničkih lovaca. Dolje na tlu išao je val za valom napada osovinske (talijanska i njemačka pješadija) pješadije podupirani tenkovima iz sastava 15. oklopne divizije. Tog 9. lipnja na mnogim je mjestima obrane Bir Hakei ma postalo kritično, jer je protivnik probio minska polja i obranu, pa su se razvile i bespoštedne krvave borbe 'prsa u prsa' između vojnika Osovine i legionara. Legionare je na kraju spasio juriš njihovih oklopnih transportera tipa BREN sa strojnicama. 
Međutim, iako su legionari činili čuda i držali se izuzetno hrabro i žilavo, bilo je samo pitanje vremena kada će na kraju morati popustiti, jer Nijemci i Talijani napadali su opet izuzetno hrabro i silovito. Tako je i bilo jer na kraju je general Koenig zapovjedio inženjercima da otvore prolaz kroz svoja minska polja, pa su se branitelji Bir Hakeima u koloni po jedan, pod borbom, izvukli iz mjesta. Nakon junačkog otpora izvuklo se i sastalo s britanskim vojnicima oko 2.600 francuskih legionara.